# Mandy Hering
Mandy Hering (* 11. März 1984 in Wilhelm-Pieck-Stadt-Guben) ist eine ehemalige deutsche Handballspielerin.

## Karriere
Hering begann im Alter von neun Jahren das Handballspielen beim HV Guben. Ab 1998 stand die 1,70 m große Linksaußen beim Frankfurter Handball Club unter Vertrag. Bereits mit 16 Jahren schaffte sie den Sprung in die Bundesligamannschaft des Frankfurter HC. Im Sommer 2012 beendete sie ihre Karriere.
Mandy Hering gab ihr Länderspieldebüt am 9. November 2002 in Minden gegen Rumänien. Sie absolvierte 85 Spiele für die deutsche Nationalmannschaft, in denen sie 156 Treffer erzielte. Sie stand im Aufgebot der deutschen Nationalmannschaft für die Handball-Weltmeisterschaft der Frauen 2009 in China, wo man den 7. Platz belegte.

## Erfolge
- Deutscher Meister 2004 mit dem Frankfurter HC
- Deutscher Pokalsieger 2003 mit dem Frankfurter HC
- 2. Platz bei der Jugend-Europameisterschaft 2001
- 3. Platz Weltmeisterschaft 2007
- 4. Platz Europameisterschaft 2008
- Olympiateilnahme 2008